# Aurès
L'Aurès (in berbero e in arabo جبال الأوراس‎?, Jibāl al-Awrās, "Monti dell'Awrās"; in francese spesso trattato come un plurale: les Aurès) è un massiccio montuoso nell'est dell'Algeria. Il suo nome si è mantenuto sostanzialmente inalterato fin dall'antichità, dal momento che presso gli antichi romani era conosciuto come Aurasius mons.

## Geomorfologia
L'Aurès costituisce la parte orientale dell'Atlante presahariano. Il suo punto culminante è il Djebel Chelia (Monte Chelia), alto 2328 metri.
La morfologia del massiccio non offre quasi passaggi in senso nord/sud, ma vi è una depressione sinclinale, percorsa dal Souf Amellal (in arabo ﻭﺍﺩى ﺍلاﺑﻴﺾ‎?, Wādī al-abyaḍ, dialett. oued el-Abiod, ossia "Fiume bianco"), che la attraversa parzialmente in direzione nord-est/sud-ovest.

## Popolazione
Questa regione è popolata da berberi di lingua tashawit. La regione dell'Aurès comprende le wilāya di: Batna, Khenchela, Oum el-Bouaghi, Souk Ahras, Tebessa e la parte nord della wilāya di Biskra. Il territorio di lingua tashawit è comunque più vasto ancora e comprende inoltre la parte meridionale della wilāya di Guelma.

## Film
- Rih al awras di Mohammed Lakhdar-Hamina (1966).
- Avoir vingt ans dans les Aurès di René Vautier (1972)